# Malocherattitüde
Malocherattitüde ist das zweite Soloalbum des deutschen Rappers Pedaz. Es erschien am 26. Mai 2017 über das Label Distri Records.

## Titelliste
1. Malocherattitüde
2. Schwatte Patte
3. Volle Pulle
4. Ich ruh mich nich' aus
5. Lokalrunde
6. Ruhrpott Asozial (feat. Manuellsen und Snaga & Pillath)
7. Vielfraß
8. Mein Alter
9. Ziel im Visier
10. Kumpelz x Mutanten (feat. 257ers)
11. Schwermetallflow
12. Stundenausgleich
13. Auf den oder in den Bau (feat. Veysel)
14. 300 Meilen (feat. Amaria)
15. Stammtischparolen (feat. Karate Jewlz) (Bonus-Titel)

## Rezeption
Die E-Zine Laut.de bewertete Malocherattitüde mit vier von möglichen fünf Punkten. Aus Sicht der Redakteurin Anastasia Hartleib verbinde Pedaz die „kernige Mentalität des Ruhrpotts […] mühelos mit derben Ansagen, die ihr Ziel nicht verfehlen.“ So feuere „dieser Riese auf die Paläste der selbsternannten Könige und mach[e] klar, dass er nicht nur zum Spaß losgezogen ist.“ „Rückendeckung aus den Reihen vergangener Ruhrpottverteidiger“ wie Snaga, Pillath und Manuellsen erscheine „in Anbetracht des Hühnen überflüssig.“ Sinnvoll können nur die „wendigen Flitzer“ 257ers den Rapper unterstützen.
Skinny rezensierte das Album für die Internetseite Rap.de. Aus seiner Sicht sei Pedaz der „fleischgewordene Vorschlaghammer“, dessen „große Stärke […] seine wuchtige Delivery“ sei. Der Rapper setze „seine Stimme selbstsicher und kraftvoll an, wodurch er es problemlos schaff[e], gegen die lauten, krawalligen Beats zu bestehen.“ Pedaz spucke „schmutzig seine Lyrics ins Mikrofon.“ Währenddessen „rollen bedrohliche Basslines umher, [preschen] voluminöse Drums […] nach vorne und [mischen sich] stellenweise […] interessante, metallen klingende Samples darunter.“ Das Lied Vielfraß gehöre zu den „stärksten des Albums.“ Dagegen wirken die „synthiedurchzogenen, heiteren Instrumentals“ auf Lokalrunde oder Kumpels X Mutanten mit 257ers „eher deplatziert.“ Die „noch immer viel zu viele[n] Wie-Vergleiche“ bilden textlich das einzige wirkliche Problem.
Steffen Uphoff von MZEE schreibt in einer positiven Kritik, es sei „nicht zu überhören“, dass Pedaz „im Studio mindestens genauso hart ackert wie auf dem Bau.“ Der Rapper habe „unglaublich lange Reimketten, witzige Vergleiche und abwechslungsreiche Flowpassagen“, mit denen er „Liebhaber von guter Technik“ überzeugen könne. Zudem lobt Uphoff die Beats, welche mit ihren „vielen schnellen Snares und Hi-Hats passenderweise an einen Presslufthammer“ erinnern.